# Summer Cem
Pour les articles homonymes, voir Summer et Cem.
Summer Cem, de son vrai nom Cem Toraman, né le 11 avril 1983 à Mönchengladbach, est un rappeur allemand d'origine turque.

## Biographie
Summer Cem devient professionnel quand Eko Fresh le présente à Berlin à Kool Savas. Celui-ci est tellement impressionné par son style qu'il le fait enregistrer la chanson Ich bin jung und brauche das Geld avec Eko Fresh, Caput, Ercandize et G-Style, le groupe Anti Garanti. Suivent d'autres collaborations comme L.O.V.E. de Valezka. En 2004, il participe à la version d'Anti Garanti, germanophone, de Make Y'All Bounce avec Raptile, Xzibit et Eko Fresh. La même année paraît l'album germanophone et turcophone Dünya Dönüyor - die Welt dreht sich d'Eko Fresh et Azra, où Summer Cem fait des featurings. 
En 2005, il est présent sur la compilation Bravo Black Hits Vol. 13 avec le titre Nicht mehr normal (avec Eko Fresh, Capkekz, Manuellsen et Ramsi Aliani). Summer Cem est présent début décembre 2006 sur la compilation Vendetta d'Ersguterjunge avec le titre solo Schicht im Schacht et un duo avec Bushido Ich pack dich am Schopf. Il aura aussi un titre solo sur la troisième compilation du label Alles Gute kommt von unten en décembre 2007 ainsi que des collaborations.
En mars 2010, il annonce ouvrir un café à Mönchengladbach. Le 10 novembre 2010 sort son premier album Feierabend. L'album comprend des collaborations avec Farid Bang, Capkekz, Kollegah, Zemine, Eko Fresh, Fard et Raf Camora. L'album atteint la 85e place des ventes en Allemagne. En 2012, l'album Sucuk und Champagner atteint la 10e place. Après avoir sorti début novembre 2013 l'album Babas, Barbies und Bargeld, il doit renommer l'album Babas, Doowayst und Bargeld afin de ne pas avoir de problème juridique avec la marque de poupée Barbie.
En 2014, il fait des apparitions sur les albums Killa de Farid Bang, Rebullition de KC Rebell et Breiter als der Türsteher de Majoe. Il signe avec Banger Musik, le label de Farid Bang, qui fait paraître son quatrième album HAK, lequel atteint la 4e place des ventes. Le suivant Cemesis est premier des ventes en Allemagne en 2016. Le 16 juin 2017 sort l'album en collaboration avec KC Rebell Maximum qui devient numéro un des ventes en Allemagne, en Autriche et en Suisse.

## Discographie

### Albums studio
- 2010 : Feierabend
- 2012 : Sucuk & Champagner
- 2013 : Babas, Barbies und Bargeld (puis Babas, Doowayst & Bargeld)
- 2014 : HAK
- 2016 : Cemesis
- 2017 : Maximum (avec KC Rebell)
- 2018 : Endstufe
- 2019 : Nur noch nice

### Mixtapes
- 2004 : Summer Cem wird ein Star

### Singles
- 2010 : Madrid (featuring Farid Bang)
- 2014 : Mafia Musik (featuring Farid Bang)
- 2014 : 100 Bars
- 2014 : Morphium (featuring KC Rebell)
- 2018 : 200 Düsen
- 2018 : Tamam Tamam
- 2018 : Chinchilla (featuring KC Rebell & Capital Bra)
- 2018 : Casanova (featuring Bausa)
- 2018 : Crew
- 2018 : Santorini (featuring Veysel)
- 2018 : Alles vorbei
- 2019 : Diamonds (featuring Capital Bra)
- 2019 : Yallah Goodbye (featuring Gringo)
- 2019 : Bayram (featuring Elias)
- 2019 : Rollerblades (featuring KC Rebell)
- 2019 : Primetime
- 2019 : Summer Cem (featuring Luciano)
- 2019 : Pompa
- 2019 : Mambo No. 5

### Collaborations
- 2014 : Hayvan (KC Rebell feat. Summer Cem)
- 2014 : Manchmal (Majoe feat. KC Rebell & Summer Cem)
- 2015 : Augenblick (KC Rebell feat. Summer Cem)
- 2016 : Benz AMG (KC Rebell feat. Summer Cem)
- 2016 : Rap Money (Kollegah feat. Summer Cem)
- 2017 : Banger Imperium (Majoe feat. Farid Bang, Jasko, 18 Karat, Play69, KC Rebell & Summer Cem)
- 2017 : Bis hier und noch weiter (Adel Tawil feat. KC Rebell & Summer Cem)
- 2018 : Royals & Kings (Glasperlenspiel feat. Summer Cem)
- 2018 : Sag schon (Veysel feat. Summer Cem)
- 2019 : DNA (KC Rebell feat. Summer Cem & Capital Bra)
- 2019 : Rolex (Capital Bra feat. Summer Cem & KC Rebell)
- 2019 : Guadalajara (Bausa feat. Summer Cem)
- 2019 : Phantom (Reezy feat. Summer Cem)